# Абделькадер Уараглі
Абделькадер Уараглі (араб. عبد القادر الورياغلي, нар. 1943) — марокканський футболіст, що грав на позиції воротаря.

## Кар'єра
На клубному рівні виступав за команду «Відад» (Касабланка).
У складі національної збірної Марокко був учасником чемпіонату світу 1970 року у Мексиці, де Марокко посіло останнє місце в групі, а Уараглі на поле не виходив.